# 子別れ
子別れ（こわかれ）は古典落語の演目の一つ。柳派の初代春風亭柳枝の創作落語で、3代目麗々亭柳橋や4代目柳家小さんの手を経て磨かれた人情噺の大ネタである。3代目麗々亭柳橋を作者とする説もある。
別題は「子は鎹」「強飯の女郎買い」「子宝」「逢戻り」等多数。主な演者には、5代目古今亭志ん生や6代目三遊亭圓生、5代目柳家小さんなどがいる。上方では2代目桂ざこばが演じている。

## あらすじ
夫婦別れまでを上、花魁を家に入れるまでを中、夫婦が元の鞘に収まるまでを下とした三部構成であり、通常は中の後半部分と下を合わせて演じることが多い。上は「強飯の女郎買い」、下は「子は鎹」の名で呼ばれることがある。

### 上
山谷の隠居の弔いですっかりいい心持ちになり、「このまま吉原へ繰り込んで精進落としだ」と怪気炎を上げる熊さん。
途中で会った紙屑屋の長さんを、「今日はオレがおごるから」と無理やり誘い、葬式で出された強飯の煮しめがフンドシに染み込んだと大騒ぎの挙げ句に三日も居続ける。
別名を『強飯の女郎買い』というこのパートは、5代目志ん生が一席の落語として練り上げた事で有名な噺である。
この部分のハイライトは、紙屑屋を吉原に誘う場面での掛け合いで、熊さんが「俺は金がある！」と威張るので、紙屑屋が質問してみると『一円』を皮切りにどんどん値下がりしていき、結局の所は『三銭』になる。

### 中（後半部分）
神田竪大工町の熊五郎は腕のいい大工だが酒好きなのが玉に瑕。ある日、泥酔して帰ってくると妻のお光に向かって女郎の惚気話まで始めてしまい、夫婦げんかの末にお光は一人息子の亀を連れて家を出てしまう。
熊はお光と離縁して女郎を身請けし、一緒に暮らし始めるが、彼女は一切の家事をせず、朝から酒を飲んでは寝てばかり。結局他所に男を作って出ていってしまう。

### 下
熊は酒を断って身請けした女とも別れて心を入れ替え、懸命になって働いたおかげでなんとか身を持ち直す。
妻子と別れてから三年後のある日、出入り先の番頭がやって来て「先代旦那が隠居部屋作るって話なんですが、実は木場に木口の良いのが出るらしんですよ。でも私では良い木口の木を見付けられないから申し訳ないが熊さん、一緒に木場に行ってもらえるかい？」と誘い、承知をしし木場へと向かう途中で、友達と遊んでいる亀を見掛けた番頭に「熊さん、あの女の子の後ろにいる子、間違ってたら申し訳ないが、亀ちゃんじゃないかい？」と問うと、熊が女の子の後ろの子を見て「間違いありません。亀です。亀」と言う。番頭は「会って来たららどうか？」と促し、熊は「ありがとございます。直ぐに戻りますから」と番頭に言い、亀に声を掛けて家を出て行ってからの話を聞くと、あれ以来お光は炭屋の二階に間借りし、仕立ての仕事をしながら女手一つで亀を育てているという。また亀を学校に出してくれていると知り、面目ない思いでいっぱいになった熊は亀に五十銭の小遣いを渡した上で、明日は鰻を御馳走しよう、自分と会ったことはお光には話すなと告げてその場を去る。
しかし帰宅した亀はもらった五十銭をお光に見つかり、子供が五十銭持ってる事はまずないので盗んで来たんではないかと厳しく詰問された。しかし熊に「お父っちゃんと会った事は言うなよ。おっ母に五十銭はどうしたのか聞かれてもお父っちゃんに貰ったと言わずに知らないおじさんに貰ったと言うんだぞ」と言われた為、「盗んで来たんじゃない。知らないおじさんに貰ったんだ」と言う。知らないおじさんに貰ったとしか言わない
亀に対してお光は「誰に貰ったのか言いわないかい」と問うも、父との約束で「お父っちゃんに貰った」と言えずにいたら「誰に貰ったのか言えないんなら盗んで来たんだろう？」と問われるも「盗んでない。貰ったんだ」の一点張りで埒が明かない。しかしお礼をしなければと思うお光は観念せず、誰に貰ったのか問い続けるが、誰からか言わずにいる為、「誰から貰ったか言えないんならやっぱり盗んで来たじゃないかい？」と決め付けられた為、泣きながらも「違う。貰ったんだ」と訴える。すると、いくら問おても誰に貰ったのか言わない亀に痺れを切らしたお光に「誰に貰ったのか言わないと玄能(トンカチ)でぶつよ」と脅されてとうとう父親に会ったこと、小遣いは父親から貰った物だと白状してしまう。熊が女と別れ、酒もやめてまた真面目に働いているらしいことを亀から聞いたお光はうれしさを隠しきれないが、やはりまだよりを戻すのははばかられる。
翌日お光は亀に晴れ着を着せて送り出してやるが、自分もいても立ってもいられず、そっと後から鰻屋の店をうかがっていると、店主にみつかり、店内に呼び入れられて三年ぶりに熊と再会する。「偶然通り掛かった」と偶然を装ったお光は亀に小遣いくれた事や鰻をご馳走してくれた礼は言うものの三年振りの再会である為か何処か他人行儀ではなかなか気持ちを打ち明けられなかったふたりだが、亀のことばをきっかけによりを戻そうと決める。熊が「俺が言えた義理じゃないんだろうが、お光が良いと言うならまた、親子三人川の字で寝かせてくれねぇか？」と再び三人で暮らしたいと頼む。すると前のように真面目になった熊を見たお光は承知した。
すると熊が「亀、お前がいてくれたからまた一緒に暮らせる」と言うと、お光が「子は鎹と言いますからね」としみじみする夫婦に、横から亀が「子は鎹？だからおっ母はおいらを玄能でぶつって言ったんだ」

## バリエーション・『女の子別れ』
明治初期に三遊亭圓朝が、柳枝の原作を脚色し、あべこべに母親が出て行って、父親が子供と暮らすという「女の子別れ」として演じた。この変更は、「男の子は父親につく」という、夫婦別れのときの慣習に基づいた改変であるが、現在はほとんど演じられていない。
なお、このバージョンは2代目三遊亭圓馬が上方に移植した事で、上方でも幅広く演じられるようになった。6代目笑福亭松鶴の口演が残されている。

## トリビア
登場人物の亀吉の名の由来は諸説あるが、初代柳枝の幼名・亀吉からとった、3代目柳橋が実の長男の4代目柳橋の本名を採用した、などと言われている。